# Monte Circeo
Il Monte Circeo si erge sul Mar Tirreno centrale costituendo il promontorio omonimo, estrema propaggine meridionale della provincia di Latina. Insieme al promontorio di Gaeta, a Capo Miseno, all'Isola d'Ischia e all'arcipelago ponziano racchiude le acque e segna il confine del golfo di Gaeta. 

## Descrizione
Secondo il mito, con la sua nave, Ulisse sarebbe entrato in quella che oggi si chiama Cala dei Pescatori, sul lago di Paola, per poi rimanere vittima delle malìe della Maga Circe il cui profilo sarebbe oggi ancora visibile nella sagoma della montagna. Nell'Odissea si può infatti leggere: 
(Odissea, Canto X, vv. 135-137)
Tra le cime principali la più alta è il Picco di Circe (541 m s.l.m.), raggiungibile a piedi mediante una ascensione di media difficoltà della durata di circa 4 h 30 min tra andata e ritorno con partenza da Torre Paola, a Sabaudia. Circondato dalla pianura pontina che prima della bonifica era una vasta area paludosa, è plausibile che un tempo fosse completamente circondato dalle acque. Oggi chiude, con Torre Paola, i 20 km di spiaggia che da Sabaudia raggiunge la Marina di Latina, per poi riaprirsi in prossimità del porto turistico di San Felice Circeo. 
È composto prevalentemente da marne e arenarie del Paleogene e da calcari del Giurassico inferiore. Intorno ad esso, compreso un tratto delle acque marine costiere, si sviluppa il parco nazionale del Circeo, uno dei parchi storici italiani. 

## Storia
Rilevanti i siti archeologici neanderthaliani ritrovati nel Lazio sul monte Circeo, dove la grotta Guattari ha restituito resti di ben nove individui neanderthaliani, la grotta Breuil quelli di almeno altri due neanderthaliani e uno la grotta del Fossellone.
Sulle sue pendici sopravvivono i resti di Circeii (acropoli e mura megalitiche), nonché il centro storico di San Felice Circeo. Nei pressi del Riparo Blanc è stata ritrovata un'antica necropoli, tra le più antiche del Lazio.

## Galleria d'immagini

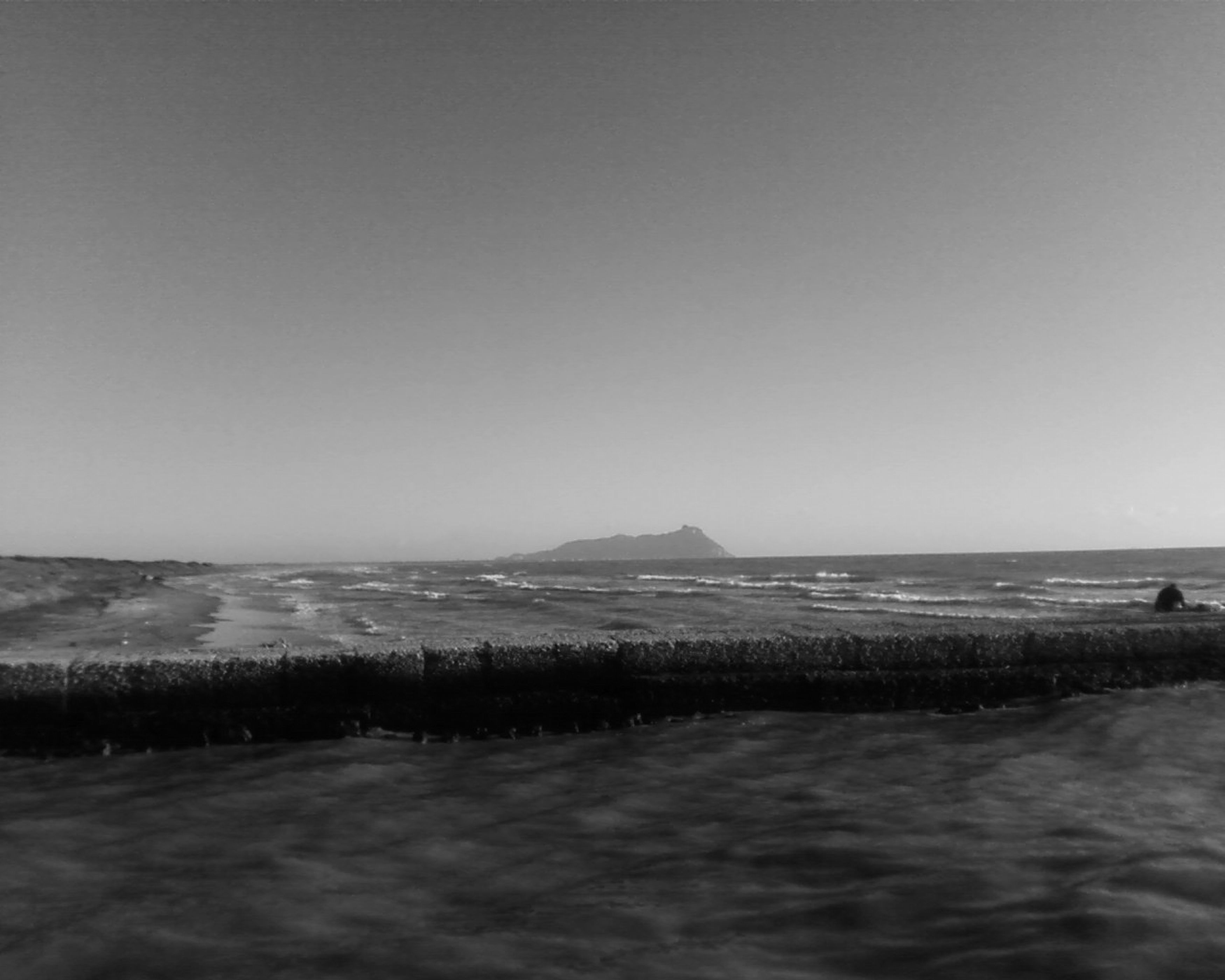
Monte Circeo visto dal Rio Martino (Latina)
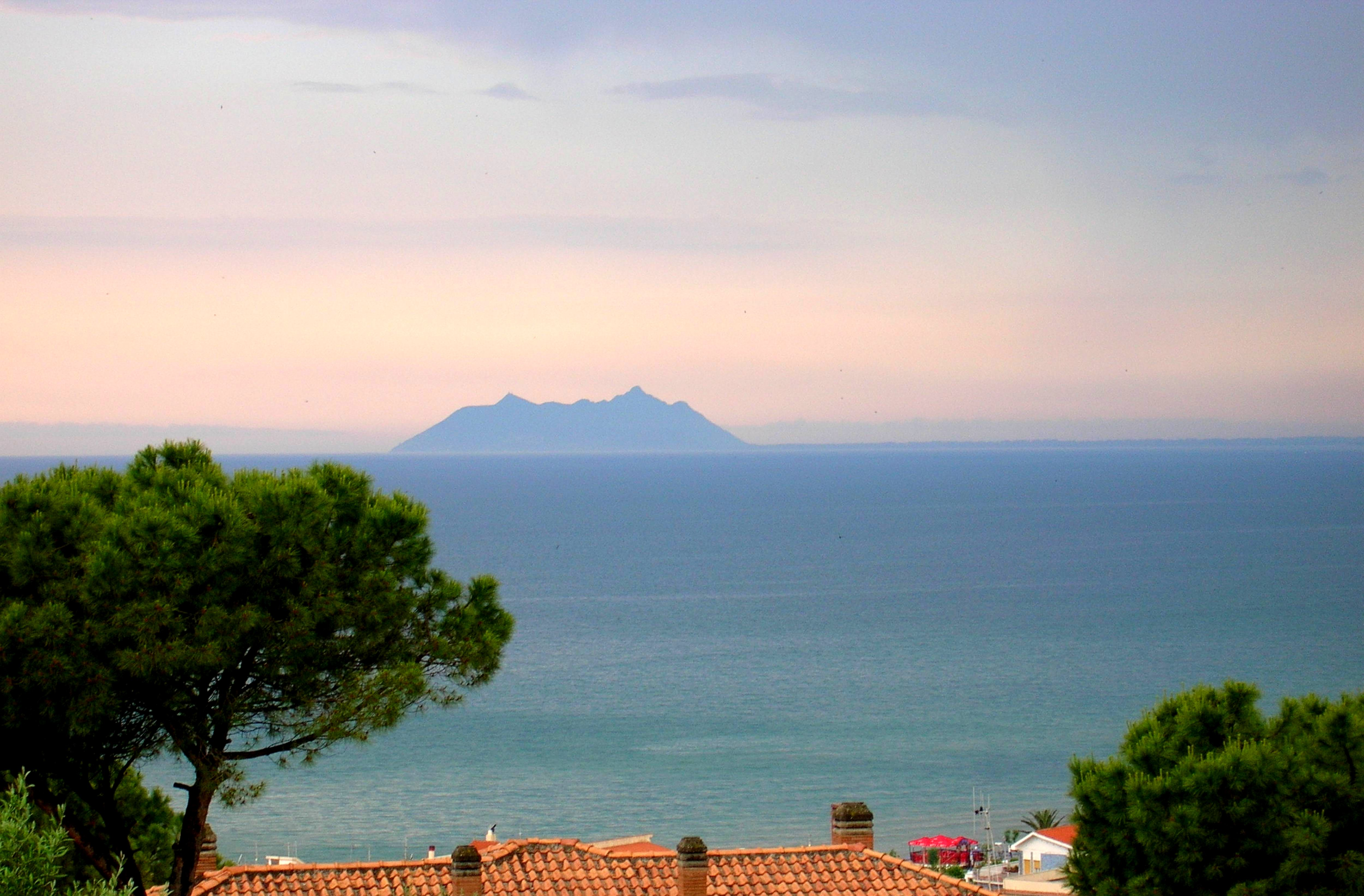
Monte Circeo, panorama da Sperlonga
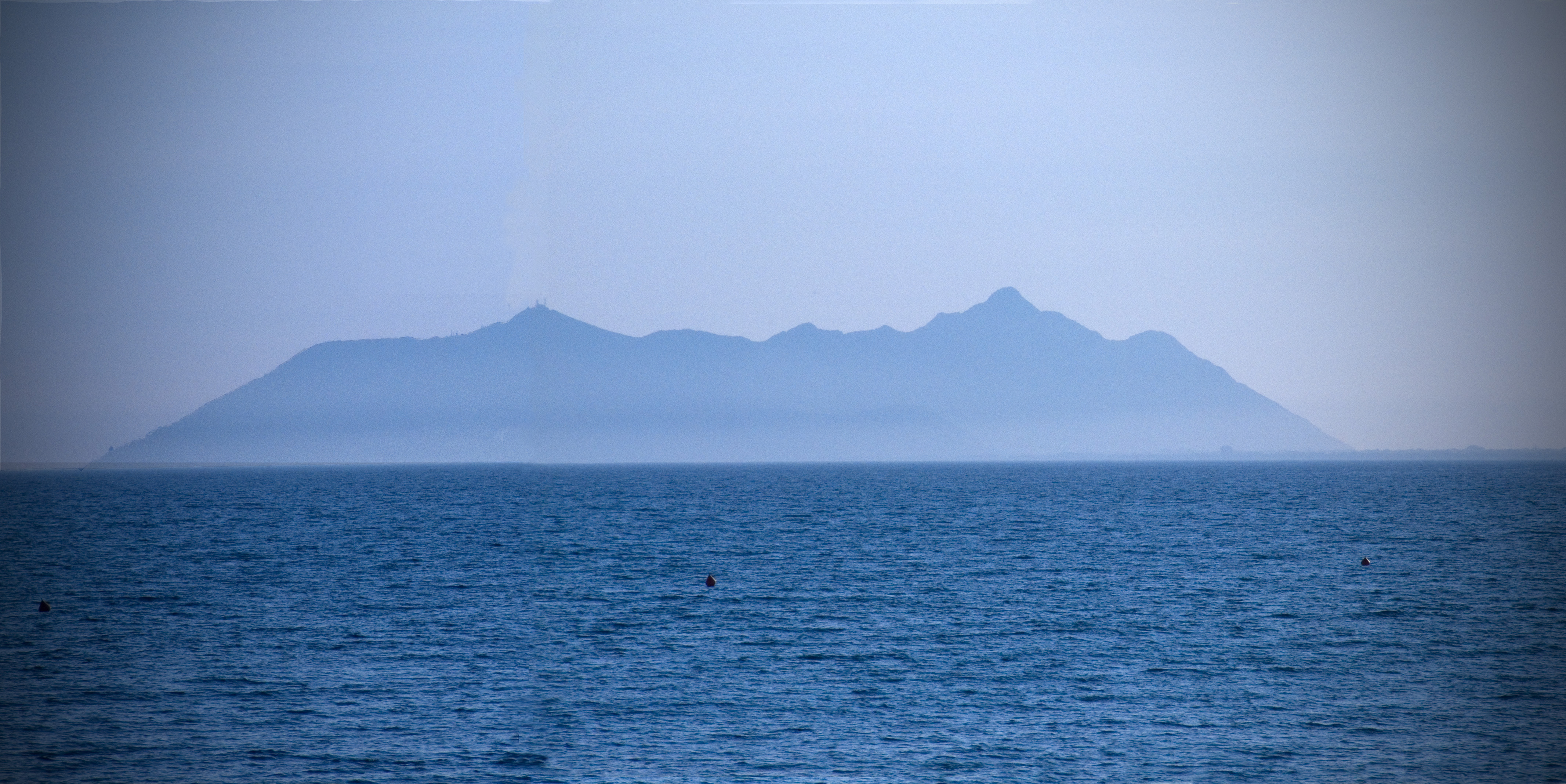
Monte Circeo, panorama da Salto di Fondi
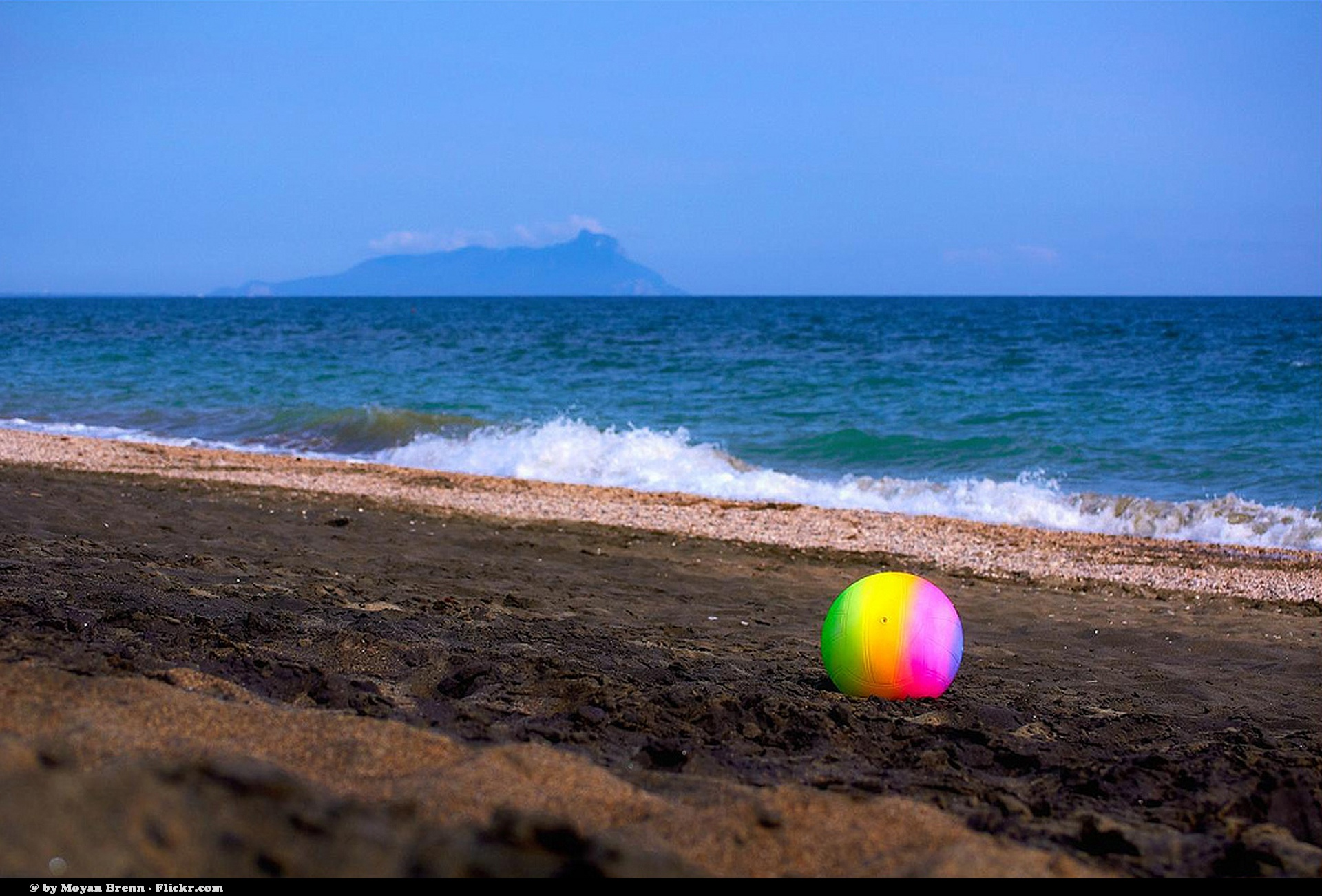
Il Circeo visto da lontano
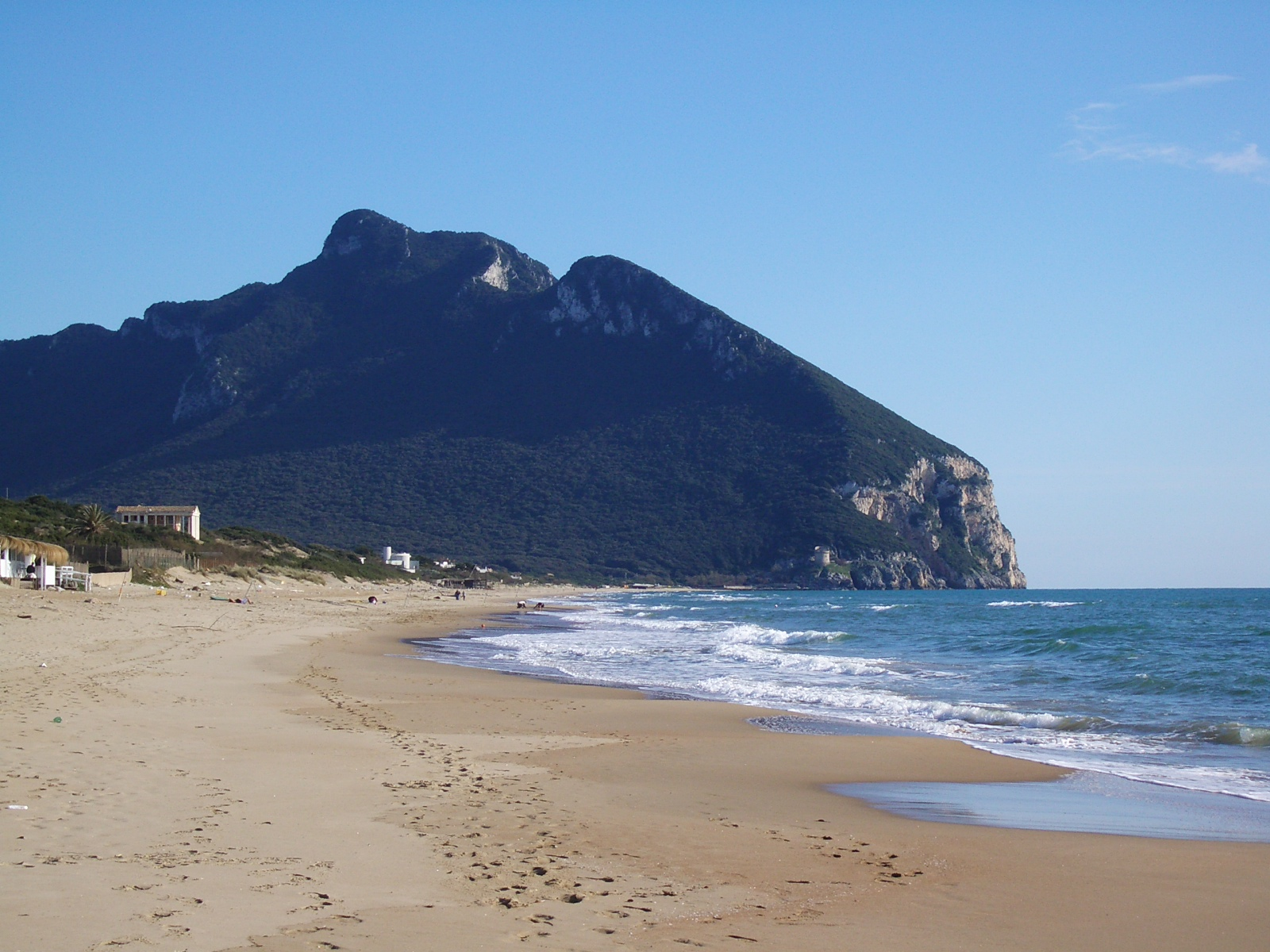
Monte Circeo visto dalla spiaggia di Sabaudia